# Boek van Armagh

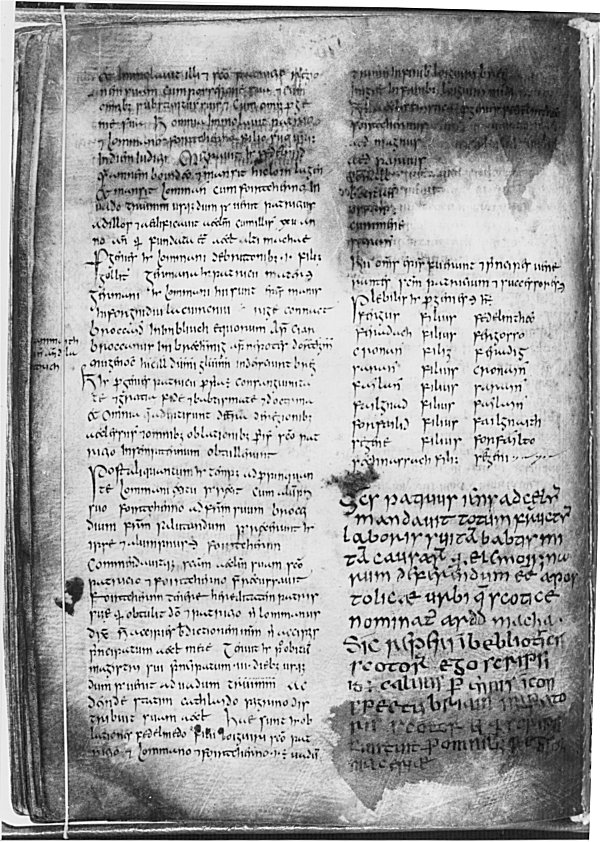
Een pagina uit het Boek van Armagh.

Het Boek van Armagh of Codex Ardmachanus (ar of 61) is een manuscript uit de 9e eeuw en wordt bewaard in de bibliotheek van het Trinity College in Dublin (ms 52). Het is ook wel bekend als de Canon van Patrick en als Liber Ar(d)machanus. Het behoort tot de oudste exemplaren geschreven in het Oudiers. 
Men dacht dat het manuscript ooit behoorde aan Sint Patrick en dat het voor een klein deel van zijn hand was. Onderzoek heeft aangetoond dat zo niet het gehele manuscript, dan in ieder geval een deel het werk is van de schrijver Ferdomnach van Armagh (overleden in 845 of 846). Ferdomnach schreef het eerste deel van het boek in 807 of in 808.
Er zijn 221 pagina's van perkament. De afmetingen zijn 19,4 cm bij 14,4 cm. De tekst is geschreven in twee kolommen in een fijn Insulair schrift. Het manuscript bevat op folio 32v vier miniaturen, elk van een van de vier evangelistensymbolen. Sommige letters zijn gekleurd in rood, geel, groen of zwart.
Het manuscript bevat belangrijke vroege teksten over Sint Patrick. Daarnaast bevat het grote delen uit het Nieuwe Testament. Deze teksten uit het Nieuwe Testament waren gebaseerd op de Vulgaat.
De bewoners uit het middeleeuwse Ierland hechtten veel waarde aan het manuscript. Zo was het een van de symbolen van het Aartsbisdom Armagh.